# Верницкий, Алексей Семёнович
Алексей Семёнович Верницкий (р. 1970) — российский поэт и критик. Основатель нового творческого направления — сверхкоротких стихов, танкеток.
Родом из Екатеринбурга, закончил УрГУ (математик по профессии). После аспирантуры отправился на стажировку в Великобританию. В настоящее время живёт в Колчестере, графство Эссекс (с 1995 года), преподает в местном университете.
Его стихи включены в антологию «Освобожденный Улисс» (М.: НЛО, 2004). Уже находясь в Великобритании, организовал сетевые проекты «VESь VERницкий» (2000) и «Vernitskii Literature» (с подзаголовком «Молодая русская литература»; 1997) и «Две строки шесть слогов» (2003). Перевел на английский язык «Рождественский романс» И. Бродского, откомментировал несколько его стихотворений с точки зрения математика.

## Творчество
Публиковался в журналах «Новый мир», «Новое литературное обозрение», «Арион», «Вавилон», «Футурум АРТ», «Дети Ра», «Урал», «Дружба народов», «Митин журнал», «Новая Юность», «Крещатик» и др. и в ряде коллективных сборников. Наиболее представительной публикацией является сборник стихов «Додержавинец» (Москва, 2011). До этого выпустил два сборника стихов: «Двадцать пять к десяти» (Екатеринбург, 1995) и «Трилистники» (Екатеринбург, 2003), а также сборник прозы «Выселение чиновника» (Екатеринбург, 2002). Помимо официально изданных сборников, стихотворения А. Верницкого в открытом доступе есть в интернете. Постоянно публиковались самим автором на сайте vesver.org (большой сборник ранних работ) а также на сайте 26.netslova.ru (все танкетки Верницкого).